# Vilhenabates sinatus
Vilhenabates sinatus är en kvalsterart som först beskrevs av Aoki 1965.  Vilhenabates sinatus ingår i släktet Vilhenabates och familjen Protoribatidae. Inga underarter finns listade i Catalogue of Life.